# Viroinval
Viroinval là một đô thị trong tỉnh Namur. Tại thời điểm ngày 1 tháng 1 năm 2006 Viroinval có dân số 5.680 người. Tổng diện tích là 120,90 km² với mật độ dân số là 47 người trên mỗi km².
Các làng:
Dourbes
Le Mesnil
Mazée
Nismes
Oignies-en-Thiérache
Olloy-sur-Viroin
Treignes
Vierves-sur-Viroin